# Высшая национальная школа передовых технологий
Высшая национальная школа передовых технологий (фр. École nationale supérieure de techniques avancées (ENSTA ParisTech)) — престижная французская высшая инженерная школа, член объединения Паритек. Основанная в 1741 году, это старейшая «большая школа» (фр. grandes écoles) во Франции. Выпускает около 180 инженеров широкого профиля в год. Школа предоставляет научное и техническое образование высокого уровня. Миссия школы: «подготавливать инженеров, способных создать концепцию, проследить реализацию и управление сложных систем, учитывая сильные экономические ограничения и международное окружение».

## История
Школа была основана по инициативе Анри Луи Дюамеля дю Монсо, генерального морского инспектора, который указал на необходимость привнести в работу плотников теоретические знания, в частности, из математики и физики, необходимые для лучшего понимания их ремесла.
После создания первой школы в Тулоне, он её перенёс в Париж в 1741 году. Этот год считается временем основания учреждения. После того, как школа была закрыта из-за финансовых трудностей, длившихся 7 лет, Дюамель дю Монсо добился от графа Шуазёля её повторного открытия. Дюамель оставался управляющим школы в течение всей оставшейся жизни.
Созданная в ту эпоху и расположенная в Лувре «Школа инженеров-конструкторов королевских судов» (École des ingénieurs-constructeurs des vaisseaux royaux) стала впоследствии «Высшей национальной школой корабельных дел» (École nationale supérieure du génie maritime).
Она объединилась в 1940 году с «Прикладной школой корабельной артиллерии». В 1970 году Генеральное управление вооружением объединила школу с тремя другими своими учреждениями, в том числе с прикладными отделениями Политехнической школы:
- Высшая национальная школа пороха (École nationale supérieure des poudres), первая школа инженеров-химиков, созданная с помощью государственного порохового предприятия, Антуаном Лавуазье в 1775[4], стала «Прикладной школой пороха селитры» (École d’application des poudres et salpêtres) в 1878, затем «Высшей национальной школой пороха».
- Высшая школа вооружений (École nationale supérieure de l’armement), основанная в 1936
- Школа инженеров-гидрографов морского флота (École des ingénieurs hydrographes de la Marine)

Так возникла Высшая национальная школа передовых технологий (l'École nationale supérieure de techniques avancées — ENSTA), с целью выпуска инженеров в области кораблестроения, механики, ядерной энергии, химии, электроники и смежных с ними. Научные компетенции каждой из школ-учредительниц составляют широкую палитру практических дисциплин школы, как в научных исследованиях, так и в её общеобразовательном характере.
В декабре 2010 года школа создаёт группу ENSTA, которая 2 декабря 2010 года включает в себя ещё одну высшую школу, ENSTA Бретань (бывшую ENSIETA).

## Школа сегодня
Высшая школа передовых технологий сегодня — это публичное учреждение административного характера под патронажем Министерства Обороны. На практике, эта опека осуществляется генеральным управлением снабжения и директор школы является главным инженером снабжения. Школа входит в научное и образовательное объединение Паритек, включающее 12 высших школ региона Иль-де-Франс
С июля 2012 года школа находится в Палезо, рядом с Политехнической школой, в специально построенном для данной школы кампусе. Ранее она находилась на бульваре Виктор в XV округе Парижа. Некоторые лаборатории, однако, были расположены в Палезо, в кампусе на плато Сакле.
В результате переезда, бывшее здание на бульваре Виктор должно быть интегрировано в «Проект Баляр» министерства обороны.
Директором школы с 2012 года назначена Элизабет Крепон.

## Зачисление
Существует 4 основных способа быть зачисленным в высшую школу передовых технологий:
- Как правило, студенты набираются через общий конкурс Горной школы Парижа и школы мостов и дорог.
- Зачисление через рассмотрение досье и конкурс иностранных студентов и студентов французских университетов.
- Согласно отдельному договору, студентам Политехнической школы позволено проходить часть инженерных курсов в ENSTA.
- Будучи членом объединения Паритек, школа принимает студентов школ данной группы.

## Перспективы трудоустройства
Области применения выпускников различны: индустрия, малые и средние предприятия, научные исследования и др.
Высшая школа сохраняет историческую связь, выраженную в специфических областях образования. Школа предлагает курсы «корабельной архитектуры» и «архитектуры платформ» на третьем году обучения, признанные лучшими во Франции. Предлагается также специализированная магистратура по этим темам. Выпускники данного профиля участвовали во всех крупных французских корабельных проектах: «Королева Мария 2», атомные подводные лодки и фрегаты, яхты для регат «Вандея» и «Кубок Америки».

### Первый год обучения
Первый год посвящён приобретению фундаментальных научных знаний, необходимых инженеру. Три основных направления занятий:
- Прикладная математика;
- Науки и технологии в области информации и коммуникаций;
- Физика, химия и механика.

Наиболее напряжённый второй семестр имеет целью раскрыть научные и технические области знаний, максимально удаляясь от традиционных академических воззрений.
По окончании курсов следует летняя практика в индустриальной среде. Так называемая «рабочая практика» ставит цель ознакомиться с производством глазами низкоквалифицированного рабочего.

### Второй год обучения
Начало второго года посвящено продолжению фундаментального технического и научного образования в общей сфере. С ноября студенты делятся между тремя основными направлениями, согласно своим интересам. Для лучшего самоопределения, среди этих крупных направлений представляются отдельные варианты. Студенты, зачисленные по конкурсу сразу на второй год, в его начале проходят курсы, восполняющие некоторые пробелы, связанные с различиями в системах образования.
Во втором семестре студенты имеют возможность выбрать ряд курсов. Этот выбор позволяет ознакомиться с актуальными исследовательскими задачами, представленными исследовательскими командами, связанными со школой партнёрскими договорами. В конце года следует трёхмесячная практика в лаборатории (личный лабораторный проект) во Франции или за рубежом.
Курсы права, экономики, управления, культуры и языков идут параллельно на протяжении всего года, за исключением последних месяцев практики в лабораториях.

### Третий год обучения
Третий год посвящён углубленному изучению практических применений знаний в индустрии. Студенту представляется выбор между различными модулями и курсами, представляющими уже довольно специфические знания по заданному предмету. Возможны недельные поездки на экскурсии по производствам.
Помимо общего направления инженера общего профиля, студенты получают знания в экономическом секторе, а также частные прикладные навыки, облегчающие карьерное строительство.
На третьем курсе студенты выбирают одно из предложенных направлений. Каждое направление состоит из четырёх модулей по 84 учебных часа каждый. В большинстве направлений студенту оставлен выбор между отдельными модулями курсов, который он должен сделать согласно своим предпочтениям и представлениям о будущей желаемой работе инженера.
Кроме образования в области права, экономики и управления, учащимся предлагаются интенсивные занятия в рамках программы «европейской недели Афин» (ATHENS). Также они интенсивно обучаются языкам и получают навыки устройства на работу.
Учебный цикл диплома инженера завершается реализацией «финального проекта», который представляет собой практику на предприятии или в исследовательском учреждении на территории Франции или вне её.

### Магистратура
По окончании трёх курсов обучения выдаётся диплом инженера, эквивалентный магистру в болонской системе. Кроме инженерного курса, представляющего больше образование общего профиля, предлагается ряд специализированных программ, по окончании которых выдаются дипломы магистров. Это специализированная магистратура и классическая университетская магистратура в узкой области исследований.

#### Специализированная магистратура
Специализированная магистратура это образование, организованное высшими инженерными или управленческими школами, предназначенное для студентов уровня «среднее образование+5», желающих получить двойную специальность, или для профессионалов, желающих перестроить свою карьеру (они могут обладать образованием уровня «среднее образование+4» с подтверждением профессионального опыта.
Высшая национальная школа передовых технологий предлагает три специализированных магистратуры технического направления:
- Специализированная магистратура в кораблестроении;
- Специализированная магистратура в архитектуре информационных систем;

Также предлагается:
- Специализированная магистратура в маркетинге, управлении и коммуникации.

В последней речь идёт о высшей школе коммерции в Тулузе, сотруюничающей с ENSTA Паритек.

#### Классические магистратуры
Магистратура появилась в рамках реформы «бакалавриат-магистратура-докторантура», призванной упорядочить дипломы в системе высшего образования по европейской шкале. Они заняли места бывших «Диплома углубленного обучения» (Diplômes d'études approfondies) и тех дипломов, что являлись подготовительными к докторантуре.
Длительность магистратуры — два года. Однако же, для студентов-инженеров последнего года учёбы возможно получение магистра параллельно за один (второй) год магистратуры.

## Научно-образовательные единицы
В школе функционируют шесть научно-образовательных отделений:
- Отделение химии и химических процессов (UCP: Unité de chimie et procédés)
- Отделение информатики и инженерии систем (UIIS: Unité d’informatique et d’ingénierie des systèmes)
- Отделение прикладной математики (UMA: Unité de mathématiques appliquées)
- Отделение механики (UME: Unité de mécanique)
- Отделение прикладной оптики (UOA: Unité d’optique appliquée)
- Отделение прикладной экономики (UEA: Unité d'économie appliquée)

ENSTA вмещает также смешанное отделение Института Экстремального Света (Institut de la Lumière Extrême). Оно находится под покровительством Национального центра научных исследований, Политехнической школы, Института теоретической и прикладной оптики, Университета Париж XI и Высшей национальной школы передовых технологий.

## Международные связи

### Иностранные студенты и студенты за границей
На 2009 год, в школе училось 22 % иностранных студентов. В России, Китае и Бразилии, отбор происходит по результатам конкурса, общего для всех школ Паритек.
Многие студенты решают сделать годовой перерыв (между вторым и третьим курсами) и проходить его в иностранных университетах (33 студента в 2009 году). Кроме того, 70 % рабочих практик проходит в лабораториях за границей..

### Сотрудничество с иностранными университетами
Высшая национальная школа передовых технологий подписала порядка шестидесяти договоров с иностранными университетами, а также пользуется договорами, заключёнными консорциумом Паритек.
Заключены договоры о двойных дипломах, университетских обменах, о практиках, докторантурах и пр.
Некоторые университеты регулярно принимают у себя, в соответствии с подписанными соглашениями, студентов ENSTA для прохождения у них магистратуры, практики.
Список университетов-партнёров и университетов, принимающих студентов ENSTA Паритек:
Европа:
Германия:
- Рейнско-Вестфальский технический университет Ахена
- Мюнхенский технический университет
- Берлинский технический университет
- Берлинский университет имени Гумбольдта
- Технологический институт Карлсруэ

Бельгия:
- Лувенский католический университет
- Лёвенский католический университет
- Брюссельский свободный университет (нидерландскоязычный)

Испания:
- Университет Валенсии

Италия:
- Миланский технический университет
- Туринский университет

Великобритания:
- Университетский колледж Лондона
- Имперский колледж Лондона
- Университет Гериот-Ватт
- Оксфордский университет
- Кембриджский университет

Россия:
- Новосибирский государственный университет
- Московский государственный технический университет имени Н. Э. Баумана

- Московский физико-технический институт

Швеция:
- Королевский технологический институт

Швейцария:
- Федеральная политехническая школа Лозанны
- Швейцарская высшая техническая школа Цюриха

Америка:
Бразилия:
- Политехническая школа Университета Сан-Паулу
- Университет Сан-Паулу
- Федеральный университет Рио-де-Жанейро
- Университет Эстадуал де Капинас

Канада:
- Политехническая школа Монреаля
- Торонтский университет
- Университет Риерсона
- Университет Макгилла
- Университет Британской Колумбии

США:
- Технологический институт Джорджии
- Иллинойсский университет в Урбане-Шампейне
- Мичиганский университет
- Колумбийский университет
- Стэнфордский университет
- Калифорнийский университет
- Калифорнийский университет в Сан-Диего

Азия и океания:
Япония:
- Технологический институт Киусю
- Токийский технологический институт

Китай (соглашения с Паритек):
- Пекинский университет
- Университет Цинхуа
- Нанкинский университет
- Юго-восточный университет
- Университет Тунцзи
- Фуданьский университет
- Шанхайский университет Йао Тонга

Австралия:
- Квинслендский университет — соглашение с Паритек
- Вуллонгонгский университет

### Неделя Афин
Каждый год, как и многие другие школы Паритек, ENSTA участвует в европейской неделе Афин (Athens). Множество студентов второго и третьего курсов уезжают в другие европейские университеты-партнёры для прохождения там специализированных курсов. В свою очередь, школа организует занятия в своих стенах для студентов других вузов.

## Студенческая жизнь
Как во многих высших школах, студенческая жизнь концентрируется и управляется отдельными бюро:
- Бюро студентов (Bureau des élèves — BDE)
- Бюро спорта (Bureau des Sports — BDS)
- Бюро искусств (Bureau des Arts — BDA)

Известные мероприятия, организуемые студентами школы:
- Booms de l’ENSTA ParisTech: студенческая вечеринка в ENSTA Паритек.
- Gala de l’ENSTA ParisTech
- 7 à Paris: университетский чемпионат по регби.
- Les Arts en Scène: фестиваль искусств в Паритек.
- ParisTech Poker Tour: чемпионат по покеру.
- TITAN: университетский чемпионат среди индивидуальных видов спорта